# Massieux
Massieux település Franciaországban, Ain megyében. Lakosainak száma 2733 fő (2022. január 1.). Massieux Civrieux, Parcieux, Quincieux, Saint-Germain-au-Mont-d’Or és Genay községekkel határos.

## Népesség
A település népességének változása:
| Lakosok száma | 291  | 1568 | 1782 | 2382 | 2448 | 2516 | 2590 | 2670 | 2709 | 2733 |
|               | 1968 | 1982 | 1990 | 2006 | 2013 | 2015 | 2017 | 2019 | 2020 | 2022 |